# Brom
Bromul este un element chimic notat cu simbolul chimic Br. Numărul său atomic este 35 iar masa atomică este de 79,909 u.a.m.. Bromul face parte din grupa halogenilor (grupa a VII-a principală), împreună cu fluorul, clorul, iodul și astatinul, posedând un caracter nemetalic. În stare nativă este un element foarte reactiv, reacționând direct cu majoritatea metalelor și cu multe nemetale, dând săruri numite bromuri. De aceea, nu este prezent deloc în stare liberă în atmosferă.
Bromul este singurul nemetal care la temperatura și presiunea obișnuită (la condițiile camerei) se află în stare lichidă. Are un miros puternic, neplăcut, de unde provine și numele său (din greacă βρῶμος bromos înseamnă miros urât). Bromul formează compuși importanți, printre care bromurile (menționate mai sus, exemple: bromură de potasiu și bromură de sodiu) și acidul bromhidric. Unele utilizări importante ale bromului sunt în industria farmaceutică, fotografică (în acest caz se folosește sarea de argint numită bromură de argint), în pesticide, în tratamentele cu băi termale, etc.

## Istoric

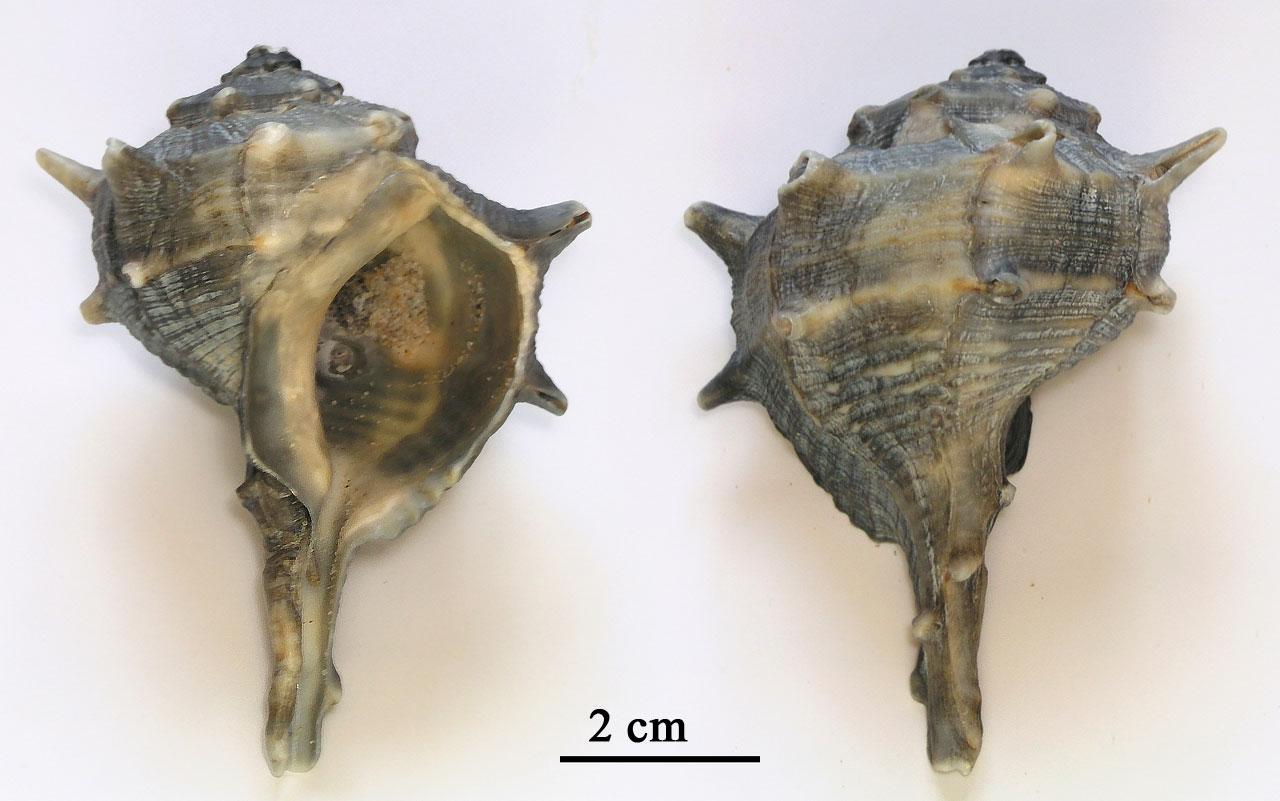
Murex brandaris

În antichitate, fără să cunoască originea și compoziția anumitor substanțe, omul a utilizat sărurile de brom încă din timpuri străvechi, mai ales sub forma unor vopseluri și pigmenți extrași din melcul marin Murex brandaris. Numele dat de către greci acestui pigment a fost pophura, denumire ce face referire directă la culoarea sa, purpurie. Istoricii cred că acest pigment a fost folosit prima oară de către civilizația minoică în Creta, aproximativ în anul 1500 î.Hr., afirmând, totodată, că purpura este unul dintre cei mai vechi pigmenți. Mai târziu, a fost denumită purpura tyriană.
Odată cu decăderea Imperiului Roman, folosirea pigmentului a fost treptat abandonat, fiind înlocuit de alte vopsele și pigmenți mai ușor de fabricat și mai ieftini.

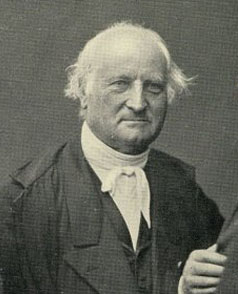
Antoine-Jérôme Balard

Descoperirea bromului este legată de numele a doi chimiști, independent unul de celălalt, germanul Carl Jacob Löwig în anul 1825 și francezul Antoine Jérôme Balard în anul 1826, iar denumirea sa provine din grecescul bromos, care înseamnă cu miros rău/urât, și face referire directă la proprietatea neplăcută a bromului, anume mirosul urât și înțepător. În mare parte, acest miros este asemănător cu cel al clorului, dar tenta sa este mai puternică și are efecte mai violente.
În anul 1824, Antoine Balard, studiind flora și fauna unei mlaștini saline din Montpellier, Franța, a devenit foarte interesat de această zonă, continuând să o investigheze cu mare interes.
După ceva vreme de la începutul studiilor, Ballard a evaporat o anumită cantitate de soluție salină recoltată din mlaștină, obținând sare cristalizată. Acesta a saturat solidul rămas cu clor, iar, după aceea, el a distilat soluția rezultată, observând apariția unui lichid de o culoare roșie-brună. Lichidul rămas era brom, fapt încă necunoscut.
Crezând că ceea ce găsise el este o descoperire interesantă, Balard a dat rezultatul Academiei de Științe din Franța în anul 1824. În final, el și-a publicat rezultatele în anul 1826, oferind dovezi că substanța descoperită de el este un corp simplu-adică este un nou element, nu o substanță, așa cum credea majoritatea lumii.
Datorită publicației lui, Balard a devenit descoperitorul bromului. Academia Franceză a numit noul element după grecescul bromos.
Bromul era să fie descoperit de Justus von Liebig, căruia i-a trecut prin mâini, dar avea impresia c-ar fi clorură de iod.

## Structura atomică

Modelul planetar al atomului de brom

Bromul este un halogen (adică un element aflat în grupa a VII-a principală a Sistemului Periodic al elementelor), aflându-se în perioada 4. La stânga sa, în Tabelul periodic al elementelor, se află seleniul {\displaystyle \scriptstyle \mathrm {(Se)} }, iar la dreapta gazul nobil kripton {\displaystyle \scriptstyle \mathrm {(Kr)} }. Deasupra bromului se află tot un halogen, clorul, având în mare parte, aceleași proprietăți chimice cu bromul și cu iodul, aflat sub brom în sistem.În apropierea bromului se mai află linia în zigzag a metalelor, ce delimitează metalele de nemetale. Astfel, seleniul și telurul sunt semimetale, și se află lângă brom (seleniul este chiar lângă brom, iar telurul se sub seleniu).
| Strat                            | Număr de electroni                | Configurația electronică                           |
| -------------------------------- | --------------------------------- | -------------------------------------------------- |
| {\displaystyle {\scriptstyle K}} | {\displaystyle {\scriptstyle 2}}  | {\displaystyle {\scriptstyle \mathrm {1s^{2}} }}   |
| {\displaystyle {\scriptstyle L}} | {\displaystyle {\scriptstyle 8}}  | {\displaystyle {\scriptstyle 2s^{2}2p^{6}}}        |
| {\displaystyle {\scriptstyle M}} | {\displaystyle {\scriptstyle 18}} | {\displaystyle {\scriptstyle 3s^{2}3p^{6}3d^{10}}} |
| {\displaystyle {\scriptstyle N}} | {\displaystyle {\scriptstyle 7}}  | {\displaystyle {\scriptstyle 4s^{2}4p^{5}}}        |
Structura atomului de brom este determinată de numărul nucleonilor din nucleul atomic, astfel că izotopul său natural, {\displaystyle \scriptstyle \mathrm {~_{35}^{79}Br} }, are 35 de protoni și 44 de neutroni. 
Repartiția electronilor pe starturile electronice este dată în tabelul din stânga.
Pe baza așezării sale în sistemul periodic, despre brom se pot trage concluziile: datorită faptului că bromul se află în grupa a VII-a principală, rezultă atunci că acesta are 7 electroni pe stratul de valență (ultimul strat electronic); bromul, aflându-se în perioada a 4-a, are în total patru straturi electronice, dintre care trei sunt ocupate complet cu electroni.

### Izotopi
Bromul are doi izotopi stabili, {\displaystyle \scriptstyle \mathrm {~^{79}Br} } (50,69 %) și {\displaystyle \scriptstyle \mathrm {~^{81}Br} } (49,31%). Masa atomică standard al bromului natural este de 79,904 u.a.m. Se cunosc, până la ora actuală, 30 de izotopi radioactivi ai bromului care rezultă fie prin dezintegrarea radioactivă a unor elemente, fie pe cale artificială prin activarea cu neuroni termalizați. Cel mai mic timp de înjumătățire îl are izotopul {\displaystyle \scriptstyle \mathrm {~^{69}Br} }, de 24 nanosecunde, iar cel mai mare, de 57,036 ore, îl are izotopul {\displaystyle \scriptstyle \mathrm {~^{77}Br} }. În tabelul din stânga sunt prezentați 11 din cei 32 de izotopi cunoscuți ai bromului cu specificarea tipului de dezintegrare radioactivă, a radionucleului rezultat și a timpului de înjumătățire.
| Izotopi                                           | Tipul dezintegrarii | Radionucleu descendent                           | {\displaystyle \scriptstyle T_{\frac {1}{2}}} |
| ------------------------------------------------- | ------------------- | ------------------------------------------------ | --------------------------------------------- |
| {\displaystyle \scriptstyle \mathrm {~^{69}Br} }  | p+                  | {\displaystyle \scriptstyle \mathrm {~^{68}Se} } | 24 nanosecunde                                |
| {\displaystyle \scriptstyle \mathrm {~^{76}Br} }  | β+                  | {\displaystyle \scriptstyle \mathrm {~^{76}Se} } | 16 ore                                        |
| {\displaystyle \scriptstyle \mathrm {~^{77}Br} }  | β+                  | {\displaystyle \scriptstyle \mathrm {~^{77}Se} } | 57,036 ore                                    |
| {\displaystyle \scriptstyle \mathrm {~^{78}Br} }  | β+                  | {\displaystyle \scriptstyle \mathrm {~^{78}Se} } | 6,46 minute                                   |
| {\displaystyle \scriptstyle \mathrm {~^{79}Br} }  |                     |                                                  | Stabil                                        |
| {\displaystyle \scriptstyle \mathrm {~^{80}Br} }  | β-                  | {\displaystyle \scriptstyle \mathrm {~^{80}Kr} } | 17,7 minute                                   |
| {\displaystyle \scriptstyle \mathrm {~^{80m}Br} } | TI                  | {\displaystyle \scriptstyle \mathrm {~^{80}Br} } | 4,42 ore                                      |
| {\displaystyle \scriptstyle \mathrm {~^{81}Br} }  |                     |                                                  | Stabil                                        |
| {\displaystyle \scriptstyle \mathrm {~^{82}Br} }  | β-                  | {\displaystyle \scriptstyle \mathrm {~^{82}Kr} } | 1,5 zile                                      |
| {\displaystyle \scriptstyle \mathrm {~^{83}Br} }  | β-                  | {\displaystyle \scriptstyle \mathrm {~^{83}Kr} } | 2,4 ore                                       |
| {\displaystyle \scriptstyle \mathrm {~^{84}Br} }  | β-                  | {\displaystyle \scriptstyle \mathrm {~^{84}Kr} } | 31,8 minute                                   |
| {\displaystyle \scriptstyle \mathrm {~^{85}Br} }  | β-                  | {\displaystyle \scriptstyle \mathrm {~^{85}Kr} } | 2,9 minute                                    |
Izotopii bromului se dezintegrează în patru moduri: prin emisie de proton, dezintegrare beta {\displaystyle \scriptstyle \mathrm {\beta } ^{-}} sau {\displaystyle \scriptstyle \mathrm {\beta } ^{+}}, respectiv dezintegrare {\displaystyle \scriptstyle \mathrm {\beta } ^{-}} însoțit de emisie de neutron. De exemplu, izotopul {\displaystyle \scriptstyle \mathrm {~^{69}Br} } se dezintegrează prin expulzarea unui proton, în urma căruia transmută în seleniu, după schema:
{\displaystyle \mathrm {~_{35}^{69}Br} _{34}\rightarrow \mathrm {~_{34}^{68}Se} _{34}^{-}+\mathrm {p} ^{+}}
Prin dezintegrare {\displaystyle \scriptstyle \mathrm {\beta } ^{+}}, izotopul {\displaystyle \scriptstyle \mathrm {~^{78}Br} } se transformă în izotopul stabil {\displaystyle \scriptstyle \mathrm {~^{78}Se} } cu emisia unui pozitron și al unui neutrin, tranziția are loc după schema:
{\displaystyle \mathrm {~_{35}^{78}Br} _{43}\rightarrow \mathrm {~_{34}^{78}Se} _{44}^{-}+\mathrm {e} ^{+}+{\nu }_{e}}
Un exemplu pentru dezintegrare {\displaystyle \scriptstyle \mathrm {\beta } ^{-}}, îl reprezintă izotopul {\displaystyle \scriptstyle \mathrm {~^{84}Br} }, care se transformă în izotopul {\displaystyle \scriptstyle \mathrm {~^{78}Kr} }, concomitent cu emisia unui electron și al unui neutrin:
{\displaystyle \mathrm {~_{35}^{84}Br} _{49}\rightarrow \mathrm {~_{36}^{84}Kr} _{48}^{+}+\mathrm {e} ^{-}+{\bar {\nu }}_{e}}
Există izotopi ai bromului care se dezintegrează în mai multe moduri, de exemplu {\displaystyle \scriptstyle \mathrm {~^{80}Br} } care se dezintegreză cu probabilitatea de 91,7% prin {\displaystyle \scriptstyle \mathrm {\beta } ^{+}} în {\displaystyle \scriptstyle \mathrm {~^{80}Kr} } și cu probabilitatea de 8,3%, prin {\displaystyle \scriptstyle \mathrm {\beta } ^{-}}, în {\displaystyle \scriptstyle \mathrm {~^{80}Se} }. De asemenea, începând cu izotopul {\displaystyle \scriptstyle \mathrm {~^{84}Br} }, toți izotopii dezintegrează, pe lângă dezintegrarea {\displaystyle \scriptstyle \mathrm {\beta } ^{-}}, și prin emisie de neutroni.
Prezența în natură, în proporție extrem de scăzută, a radioizotopilor bromului și timpii de înjumătățire de valori mici ai acestora, face nesemnificativă contribuția radiațiilor emise de aceștia la fondul natural de radiații nucleare.

## Proprietăți

### Fizice
Bromul este prezent în natură sub forma sa moleculară, anume sub forma moleculei diatomice {\displaystyle \scriptstyle \mathrm {Br_{2}} }. La temperatura și presiunea camerei, bromul se află în stare lichidă, fiind astfel singurul nemetal aflat în fază lichidă la temperatura camerei. Culoarea bromului este brună sau maronie. Bromul are un miros iritant.
În condiții normale (0 °C, 1atm), densitatea bromului este de 3,19g/cm3. Solubilitatea în apă este de 3,5% la 25 °C. Bromul este solubil în orice proporții în solvenți organici, precum sulfură de carbon ( {\displaystyle \scriptstyle \mathrm {CS_{2}} }), cloroform ({\displaystyle \scriptstyle \mathrm {CHCl_{3}} }), benzen ({\displaystyle \scriptstyle \mathrm {C_{6}H_{6}} }), etc.
La presiunea de 55 GPa, bromul se transformă într-o structură metaloidă; la presiunea de 75 GPa, el trece în stare de agregare solidă, cu o structură cristalină ortorombică, iar la presiunea de 100 GPa, se transformă într-o structură ortorombică monoatomică.
Bromul este un bun izolator electric având rezistivitatea electrică 7,8×1010 Ω·m, cu toate acestea nu este utilizat ca material dielectric în electrotehnică din cauza reactivității sale ridicate. Din punctul de vedere al proprietăților magnetice, bromul este un element diamagnetic.
Punctul de fierbere al bromului molecular este relativ scăzut, având în vedere faptul că bromul este un lichid, și anume 58,8 °C (332 K), iar punctul de topire este de -7,1 °C (266,05 K).
Presiunea de saturație a vaporilor de brom la temperatura de topire (-7,1 °C) este de 5800 Pa.
Numărul de registru CAS al bromului este 7726-95-6.
| Nr. | Constanta fizică                      | Valoare numerică   | Observații      | Nr. | Constanta fizică                     | Valoare numerică | Observații |
| 1   | Proprietăți termice                   |                    |                 | 3   | Proprietăți magnetice                |                  |            |
| --- | ------------------------------------- | ------------------ | --------------- | --- | ------------------------------------ | ---------------- | ---------- |
| 1.1 | Temperatură de topire [°C]            | -7,3[17]           |                 | 3.1 | Natura magnetică                     | Diamagnetic      |            |
| 1.2 | Temperatură de fierbere [°C]          | 58,8[17]           |                 | 3.2 | Susceptibilitate magnetică specifică | -4,9x10−9        | masică     |
| 1.3 | Presiune critică [MPa]                | 10,34 (102Atm)[17] | ...             | 3.3 | Susceptibilitate magnetică specifică | -7,83[17]        | molară     |
| 1.4 | Temperatură critică [K]               | 588[17]            | ...             | 3.4 | Susceptibilitate magnetică specifică | -0,0000153[17]   | volumică   |
| 1.5 | Căldură latentă de topire [kJ/mol]    | 5,8[17]            |                 | 4   | Alte proprietăți fizice              |                  |            |
| 1.6 | Căldură latentă de evaporare [kJ/mol] | 14,8[17]           |                 | 4.1 | Densitate [g/cm3]                    | 3,12[17]         |            |
| 1.7 | Căldură specifică [kJ/mol]            | 947,3[17]          | în fază lichidă | 4.2 | Volum molar                          | 0,00002561[17]   |            |
| 1.8 | Conductivitate termică [W/(mK)]       | 0,12[17]           | ...             | 4.2 | Indice de refracție                  | 1,001132[17]     |            |
| 2   | Proprietăți electrice                 |                    |                 | 4.3 | Duritate Brinell                     | N/A              |            |
| 2.1 | Proprietăți dielectrice               | izolator           |                 | 4.4 | Modul Young                          | N/A              |            |
| 2.2 | Conductivitate electrică [S/m]        | 1x10−10            |                 | 4.5 | Viteza sunetului                     | N/A              |            |
| 2.3 | Rezistivitate electrică [ Ω·m]        | 1x1010[17]         |                 | 4.6 | Coeficient de dilatare termică       | N/A              |            |

### Chimice

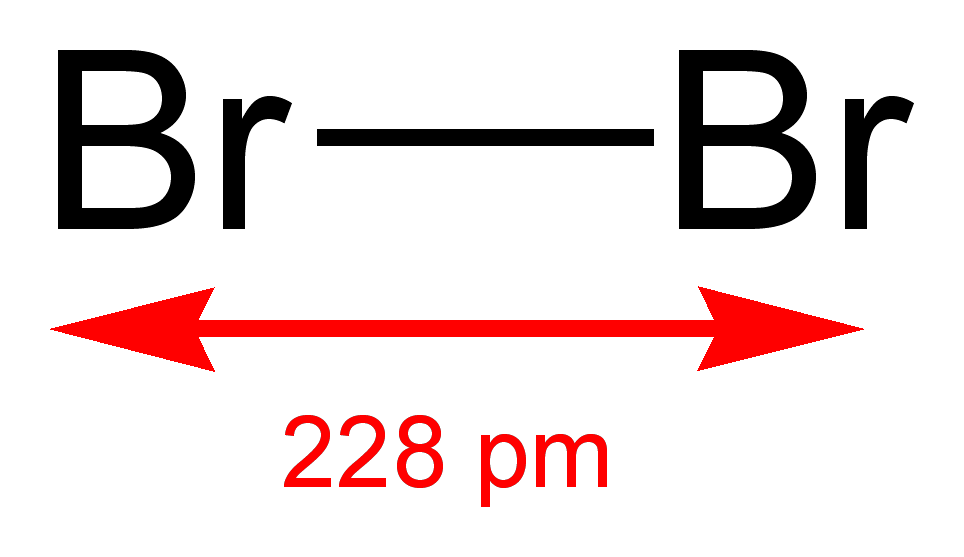
Modelul bidimensional (sus) și tridimensional (jos) al moleculei diatomice de brom (Br_{2})

Bromul, datorită structurii sale electronice, este un element foarte reactiv, motiv pentru care el nu poate exista în natură, sub forma sa elementară; formează moleculă diatomică prin legătură covalentă slabă.
Fiind mai puțin reactiv decât clorul, dar mai reactiv decât iodul, bromul reacționează energic cu metalele, în special în prezența apei, pentru a forma săruri de brom. Bromul este, de asemenea, foarte reactiv cu compușii organici, formând bromuri, după reacția: {\displaystyle \scriptstyle \mathrm {Br_{2}\rightarrow 2Br^{0}} }. Procesul de ionizare are loc după schema: {\displaystyle \scriptstyle \mathrm {Br+1e^{-}\rightarrow Br^{-1}} }.
| Nr. | Constanta chimică               | Valoare numerică                                              |
| --- | ------------------------------- | ------------------------------------------------------------- |
| 1   | Configurație electronică        | [Ar] 4s2 4p5[17]                                              |
| 2   | Valență                         | 5 [17]                                                        |
| 3   | Forma moleculară                | diatomică, {\displaystyle \scriptstyle \mathrm {Br_{2}} }[17] |
| 4   | Electronegativitate             | 2,96[17]                                                      |
| 5   | Număr de oxidare                | 0, ±1, +3, +5, +7[17]                                         |
| 6   | Afinitate electronică           | 324,60[17]                                                    |
| 7   | Potențiali de ionizare (kJ/mol) |                                                               |
| 7.1 | primul                          | 1 139,60[17]                                                  |
| 7.2 | al doilea                       | 2 103,00[17]                                                  |
| 7.3 | al treilea                      | 3 470,00[17]                                                  |
| 7.4 | al patrulea                     | 4 560,00[17]                                                  |
| 7.5 | al cincilea                     | 5 760,00[17]                                                  |
| 7.6 | al șaselea                      | 8 550,00[17]                                                  |
| 7.7 | al șaptelea                     | 9 940,00[17]                                                  |
| 7.8 | al optulea                      | 18 600,00[17]                                                 |
Bromul se dizolvă puțin în apă (3,36 g în 100 g apă, la 25 °C) formând apa de brom, care este un oxidant mai slab decât apa de clor. Odată cu dizolvarea bromului în apă are loc și o reacție chimică. Acesta poate fi considerat un proces de auto-oxido-reducere, iar în urma reacției rezultă acid bromhidric și acid hipobromos. Deci, în apa de brom este prezent bromul elementar, anionul bromură (Br-) și acidul hipobromos, care este mai puțin disociat:
{\displaystyle \mathrm {Br_{2}+H_{2}O\rightarrow HBr+HBrO} }
{\displaystyle \mathrm {HBrO\rightarrow 2HBr+O_{2}} }
În soluții bazice, disproporționarea ionului {\displaystyle \scriptstyle \mathrm {BrO^{-}} } este lentă la temperatura camerei, din care cauză soluțiile de {\displaystyle \scriptstyle \mathrm {BrO^{-}} } se prepară la aproximativ 0 °C. La temperatura 50-80 °C, se obține cantitativ {\displaystyle \scriptstyle \mathrm {Br{O_{3}}^{-}} }:
{\displaystyle \mathrm {3Br_{2}+6OH^{-}\rightarrow 5Br^{-}+Br{O_{3}}^{-}+3H_{2}O} }
Bromul se dizolvă în dizolvanți organici (sulfură de carbon, benzen, cloroform, tetraclorură de carbon, etc.) De aceea se poate extrage dintr-o soluție diluată, folosind dizolvanți organici. 
Fiind mai puțin reactiv decât clorul, poate fi înlocuit de clor din combinațiile sale cu hidrogenul și cu metalele:
{\displaystyle \mathrm {2Br^{-}+Cl_{2}\rightarrow 2Cl^{-}+Br_{2}} }
Prin urmare, dacă la o soluție de bromură de potasiu se adaugă apă de clor și se agită, soluția incoloră se colorează în galben-brun din cauza dizolvării în apă a bromului pus în libertate de către clor. Dacă în continuare se adaugă cloroform și se agită, după repaos se observă separarea a două straturi: un strat inferior de cloroform, colorat în brun de către bromul extras din soluția apoasă, și deasupra un strat de lichid incolor care este clorura de potasiu. Această reacție se utilizează la identificarea prezenței bromului în diverse materiale.
Bromul substituie iodul din acidul iodhidric sau din ioduri:
{\displaystyle \mathrm {2I^{-}+Br_{2}\rightarrow I_{2}+2Br^{-}} }
Bromul reacționează cu hidrogenul la încălzire (150 °C), în prezență de catalizatori, formând {\displaystyle \scriptstyle \mathrm {HBr} }. El se poate combina direct și cu nemetalele (excepție fac oxigenul, azotul și carbonul), ca de exemplu {\displaystyle \scriptstyle \mathrm {PBr_{2}} } și {\displaystyle \scriptstyle \mathrm {PBr_{5}} }. De asemenea se combină direct cu metalele formând bromuri. Platina nu este atacată de brom.
Bromul distruge substanțele organice, de aceea recipientele de sticlă care conțin brom nu se închid cu dopuri de cauciuc sau plută.

## Răspândire
În natură, datorită reactivității sale foarte mare, bromul nu se găsește sub forma sa elementară ci numai în compuși reprezentați în principal de bromuri (cel mai adesea sub formă de bromură de sodiu, -potasiu sau -magneziu), însoțind clorurile în apele marine și în minerale.
| Nr. | Mediul           | Abundență relativă (%) |
| --- | ---------------- | ---------------------- |
| 1.  | Univers          | 7x10−7 [17]            |
| 2   | Soare            | N/A [17]               |
| 3   | Meteoriți        | 0,00012 [17]           |
| 4   | Scoarța terestră | 0,0003 [17]            |
| 5   | Oceanul planetar | 0,0067 [17]            |
| 6   | Corpul uman      | 0,00029[17]            |
În saline, bromurile se găsesc în straturile superioare ale zăcămintelor, în asociere cu combinații ale potasiului. Răspândirea relativă medie a bromului în scoarța Pământului, dar și în atmosferă și hidrosferă, este de 6,0·10−4%. În mări, conținutul mediu de brom este de 0,008%. Bromurile se găsesc în apele unor izvoare naturale sau în apele unor lacuri, ca de exemplu Saki în Crimeea, Zarisis în Tunisia, în Marea Moartă, etc. Procentul de răspândire a bromului în oceanele Terrei este de 6,73×101 miligrame pe litru. Apele extrase împreună cu petrolul din sonde conțin până la 0,5% ioni Br-.
În minerale, cu abundență relativ scăzută, bromul se găsește legat în diverse minerale în asociere frecventă cu elemente ca argintul , mercurul, arsenul, plumbul, sulful, formând o serie de minerale cristaline cu diverse structuri. Sunt cunoscute peste douăzeci de specii de minerale cu conținut de brom. În tabelul din stânga sunt prezentate cele mai răspândite minerale de acest fel, cu prezentarea denumirii mineralogice, formulei chimice, masei moleculare și a conținutul masic procentual al bromului în mineral. Printre acestea se remarcă următoarele mineralele:
| Mineral               | Formulă chimică                                     | Masă moleculară [u.a.m] | Conținut de brom (%) |
| --------------------- | --------------------------------------------------- | ----------------------- | -------------------- |
| Bromargirit [18]      | {\displaystyle \mathrm {AgBr} }                     | 187,77                  | 42,55                |
| Embolit [19]          | {\displaystyle \mathrm {Ag(Br,Cl)} }                | 165,55                  | 24,13                |
| Kuzminit [20]         | {\displaystyle \mathrm {Hg_{2}(Br,Cl)_{2}} }        | 538,76                  | 22,25                |
| Demicheleit (Br) [21] | {\displaystyle \mathrm {BiSBr} }                    | 306,48                  | 17,47                |
| Arzakit [22]          | {\displaystyle \mathrm {Hg_{3}S_{2}(Br,Cl)_{2}} }   | 803,48                  | 14,92                |
| Kadyrelit [23]        | {\displaystyle \mathrm {Hg_{4}(Br,Cl)_{2}O} }       | 955,94                  | 12,54                |
| Grechishchevit [24]   | {\displaystyle \mathrm {Hg_{3}S_{2}(Br,Cl,I)_{2}} } | 817,84                  | 9,77                 |
| Lafossait.[25]        | {\displaystyle \mathrm {Tl(Cl,Br)} }                | 252,93                  | 6,07                 |
| Capgaronnit [26]      | {\displaystyle \mathrm {HgAg(Cl,Br,I)S} }           | 398,46                  | 6,02                 |
| Lavrentievit [27]     | {\displaystyle \mathrm {Hg_{3}S_{2}(Cl,Br)_{2}} }   | 759,03                  | 5,26                 |
| Iltisit [28]          | {\displaystyle \mathrm {HgSAg(Cl,Br)} }             | 387,09                  | 5,16                 |
| Comancheite [29]      | {\displaystyle \mathrm {Hg_{13}(Cl,Br)_{8}O_{9}} }  | 3 079,74                | 2,59                 |
| Mutnovskit [30]       | {\displaystyle \mathrm {Pb_{2}AsS_{3}(I,Cl,Br)} }   | 670,21                  | 1,07                 |
Demicheleit-(Br): {\displaystyle \scriptstyle \mathrm {BiSBr} }, are masa moleculară 306.48 u.a.m., cu un conținut de 17.47 % brom în moleculă. Adesea, bromul poate fi înlocuit de alți halogeni, cum sunt clorul sau iodul. Formula empirică a mineralului este {\displaystyle \scriptstyle \mathrm {Bi_{0,99}S_{0,97}Br_{0,67}Cl_{0,35}I_{0,02}} } și prezintă o structură cristalină în sistem ortorombic (dipiramidal). A fost descoperit în compoziția rocilor fierbinți din fumarolele craterului La Fossa, Insula Vulcano, din arhipelagul italian Eolie, Lipari, Provincia Messina, Sicilia. A fost denumit după mineralogul italian Vincenzo de Michele (n. 1936-), fost curator al secției de minaralogie al Muzeului de Istorie Naturală din Milano.
Lavrentievit: {\displaystyle \scriptstyle \mathrm {Hg_{3}S_{2}(Cl,Br)_{2}} }, are masa moleculară 759.03 u.a.m. cu un conținut de 5,26 % brom în moleculă, are formula empirică {\displaystyle \scriptstyle \mathrm {Hg_{3}S_{2}Cl_{1,5}Br_{0,5}} } și cristalizează în sistem monoclinic. A fost identificat pentru prima oară în zăcămintele de mercur din valea prâului Arzak în regiunea siberiană Tuva din Rusia. A fost denumit în onarea savantului rus Mihail Alexievici Lavrentiev.
Capgaronnit: {\displaystyle \scriptstyle \mathrm {HgAg(Cl,Br,I)S} }, de obicei conține până la 15 % elemente halogene si un continut de 6,02 % brom, cu masa moleculara de 398,46 u.a.m., are formula empirică {\displaystyle \scriptstyle \mathrm {HgAgCl_{0.6}Br_{0.3}I_{0.1}S} } și cristalizează în sistem ortorombic (difenoidal). A fost denumit după numele minei de cupru Cap Garonne din comuna Le Pradet, departamentul Var al regiunii Provence-Alpes-Côte d'Azur din Franța, unde a fost descoperit în anul 1992.
Arzakit: {\displaystyle \scriptstyle \mathrm {Hg_{3}S_{2}(Br,Cl)_{2}} } și conținut masic procentual de brom de 14,92%. Masa moleculară a mineralului este de 803.48 u.a.m., are formula empirică {\displaystyle \scriptstyle \mathrm {Hg_{3}S_{2}Br_{1.5}Cl_{0.5}} } și cristalizează în sistem monoclinic. A fost decoperit în asociere cu zăcămintele de mercur din valea prâului Arzak în regiunea siberiană Tuva din Rusia și a fost denumit după orașul Arzakskoe.
Iltisit: {\displaystyle \scriptstyle \mathrm {HgSAg(Cl,Br)} }; se găsește în asociație cu capgaronitul, are masa moleculară de 387,09 u.a.m. și un conținut de brom de 5,16%. Formula empirică a mineralului este {\displaystyle \scriptstyle \mathrm {HgSAgCl_{0.75}Br_{0.25}} } și cristalizează în sistem hexagonal (trapezoidal). A fost descoperit în mina de cupru Cap Garonne din comuna Le Pradet, departamentul Var Var al regiunii Provence-Alpes-Côte d'Azur din Franța și a fost denumit după geologul francez Antoine Iltis (1942-), cel care l-a descoperit în anul 1995.
Embolit: {\displaystyle \scriptstyle \mathrm {AgBr} }, are aceași formulă chimică cu bromura de argint (bromargirit), este o bromură cu importante utilizări industriale. Poate conține până la 25 % brom și are o masă moleculară de 165,55 u.a.m. Formula empirică a mineralului este {\displaystyle \scriptstyle \mathrm {AgCl_{0.5}Br_{0.5}} } și cristalizează în sistem cubic (hexoctahedral). A fost identificat în straturile oxidate ale zăcămintelor de argint din Chanarcillo, Chile în anul 1849 și a fost descris pentru prima oară de germanul Johann August Friedrich Breithaupt în 1859.
În apele termale, bromul în asociere cu iodul, este prezent în concentrație foarte ridicată, numai în Brazilia; aceste izvoare termale sunt utilizate în tratamentul unor categorii de boli. Totuși, se pot remarca ape termale cu conținut de brom și iod și în Europa, ca de exemplu în zona orașelor Budapesta și Hajdúszoboszló. Resurse de ape termale conținând brom se mai găsesc în zona orașului Salsomaggiore Terme din Italia, situat la 32 km de Parma. Izvoarele de aici reprezintă surse abundente de ape termale bogate și în iod respectiv alte săruri, datate la milioane de ani. Aceste ape termale sunt hipertonice și reci, fiind extrase din puțuri adânci de 800-1200 de metri. Izvoarele de la Salsomaggiore sunt valorificate în tratamentele balneare ale unor afecțiuni cronice artro-reumatice, ginecologice și vasculare.
În România, printre apele termale având conținut de brom, se remarcă Băile Termale Acâș din județul Satu Mare. Aceste ape conțin brom, iod și alte săruri.
În alimente și băuturi, în cantități foarte mici, bromul se găsește în fructe și legume ca ananas, măr, strugure, frăguțe, pepene galben, usturoi, sparanghel, morcov, țelină, varză, ceapă, praz, ridiche și roșie. În plus, bromul mai este prezent în băuturile acidulate, prezentând un mare pericol pentru consumator. De obicei, compuși ai bromului se adaugă în aceste băuturi cu scopul de a mări persistența aromei. Bromul mai intră în componența băuturilor acidulate deoarece mai poate acționa ca un potențiator de aromă sau conservant. Datorită faptului că bromul se găsește în mare, un procent infim de brom se găsește și în pește. Însă, în aceste foarte mici cantități nu poate fi dăunător omului. Specialiștii au descoperit un exces de brom în varza chinezească (numită și shungiku) și în ceapa englezească. Alte alimente cu conținut de brom (cu cantități infime, bineînțeles): spanac, salată, pătrunjel, ceai și, în fine, coriandru.

## Preparare

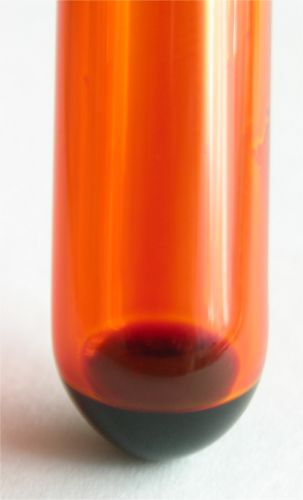
Brom lichid cu vapori în fiolă

Bromul se obține, de obicei, prin oxidarea acidului bromhidric, dar și prin electroliza bromurilor (cu degajare de brom la catod), sau prin acțiunea clorului asupra soluțiilor de bromuri metalice, după reacția:
{\displaystyle \mathrm {2MBr+Cl_{2}\rightarrow 2MCl+Br_{2}} }
Bromul în stare elementară se obține după metoda generală a preparării halogenilor, prin oxidarea ionului de brom electronegativ:
{\displaystyle \mathrm {2Br^{-}-2e^{-}\rightarrow Br_{2}} }
Oxidarea se produce mai ușor ca la clor, deoarece electronul ce completează octetul este mai labil și poate fi realizată prin intermediul oxidării anodice.
Metode de obținere
- Obținerea bromului prin oxidarea bromurilor
  - Cu ajutorul clorului:se poate face cu clor gazos sau cu apă de clor. De exemplu, la oxidarea bromurii de potasiu se observă nuanța brună dată de bromul elementar.
  - Cu ajutorul acidului sulfuric, în prezența dioxidului de mangan; are loc după reacția:

1. {\displaystyle \mathrm {2KBr+H_{2}SO_{4}\rightarrow 2HBr+K_{2}SO_{4}} }
2. {\displaystyle \mathrm {2HBr+MnO_{2}+H_{2}SO_{4}\rightarrow MnSO_{4}+2H_{2}O+Br_{2}} }

Aceasta este metoda cea mai frecvent utilizată în laborator; bromul se prepară tratând o bromură cu acid sulfuric în prezența unui oxidant energic, de obicei dioxid de mangan. Reacția de obținere a bromului molecular are loc într un balon de sticlă în care se introduce bromură de potasiu (sau de sodiu) și dioxid de mangan, iar cu ajutorul unei pâlnii se toarnă acid sulfuric (2:1). Prin încălzirea balonului, vaporii de brom rezultați se trec printr un tub de formă U, răcit cu amestec de apă și gheață, în care se condensează. Vaporii necondensați sunt opriți de o soluție de hidroxid de sodiu.
- Obținerea bromului prin tratarea bromurilor cu vitriol concentrat:se face după reacția:

1. {\displaystyle \mathrm {2KBr+2H_{2}SO_{4}\rightarrow 2HBr+KHSO_{4}} }
2. {\displaystyle \mathrm {2HBr+H_{2}SO_{4}\rightarrow SO_{2}+2H_{2}O+Br_{2}} }

-Acidul bromhidric, rezultat prin reacția 1), datorită caracterului reducător, reduce acidul sulfuric la acid sulfuros. Acesta din urmă se descompune în bioxid de sulf și apă ca în reacția 2).
- Obținerea bromului prin tratarea amestecului de bromură și bromat cu vitriol:se face după reacția:

1. {\displaystyle \mathrm {5KBr+KBrO_{3}+3H_{2}SO_{4}\rightarrow 3H_{2}SO_{4}+5HBr+HBrO_{3}} }
2. {\displaystyle \mathrm {5HBr+HBrO_{3}\rightarrow 3H_{2}O+3Br_{2}} }

## Compușii anorganici ai bromului
Bromul formează combinații anorganice în care se manifestă stări de oxidare negativă (-1) și pozitive (+1,+3, +5). Dintre combinațiile bromului, cele mai importante sunt acidul bromhidric și sărurile acestuia denumite generic bromuri.

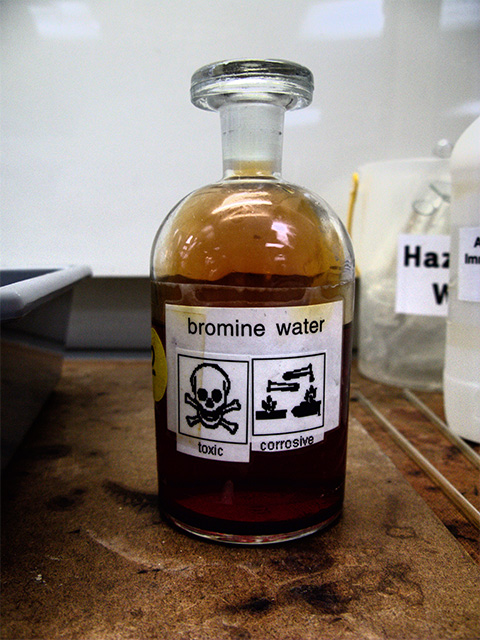
O sticlă de reactivi cu apă de brom

Un foarte important compus anorganic al bromului este apa de brom. Apa de brom este o soluție apoasă de brom, de culoare brună. Are utilizări foarte importante, printre care se numără și faptul că este antidot pentru hidrogenul sulfurat, H2S. O altă utilizare a apei de brom este în analiza chimică a compușilor nesaturați.

### Bromurile
Bromurile alcaline combinate cu bromul elementar (gaz sau apă de brom) au ca produs de reacție polibromuri. Ionul de Br- este incolor, iar ionul de Br3- este colorat în brun, asemănător moleculei diatomice de brom.
Formează și bromuri covalente cu carbonul, borul, azotul, fosforul.

### Compuși interhalogenici
La fel ca celelalte elemente halogene, bromul formează cu ceilalți halogeni combinații binare sau ternare. Bromul poate forma asemenea compuși mai ales cu fluorul dar și cu iodul și clorul. Aceste combinații sunt de tipul {\displaystyle \scriptstyle \mathrm {BrZ_{n}} }, în care {\displaystyle \scriptstyle \mathrm {n} } este un număr impar și {\displaystyle \scriptstyle \mathrm {Y} } reprezintă halogenul mai ușor decât bromul (când {\displaystyle \scriptstyle \mathrm {n} } este mai mare decât 1). Ele se formează, de regulă, prin reacția directă dintre brom și un alt halogen, în tub de nichel iar compoziția produsului depinde de condițiile de temperatură și presiune. Cei mai cunoscuți compuși interhalogenici ai bromului sunt {\displaystyle \scriptstyle \mathrm {BrF} }, {\displaystyle \scriptstyle \mathrm {BrF_{3}} }, {\displaystyle \scriptstyle \mathrm {BrF_{5}} }, {\displaystyle \scriptstyle \mathrm {BrCl} }, {\displaystyle \scriptstyle \mathrm {IBr} }. Din punct de vedere chimic, aceste combinații sunt reactive. Ele sunt oxidanți și reacționează cu majoritatea elementelor dând amestecuri de halogenuri. În general, proprietățile fizice ale acestor combinații sunt intermediare între cel al bromului și al celuilalt element halogen din compoziția compusului.

### Combinațiile oxigenate ale bromului
| Valența | +1   | +4   | +5    | -1    |
| ------- | ---- | ---- | ----- | ----- |
| Oxidul  | Br2O | BrO2 | -     | Br3O4 |
| Acidul  | HBrO | -    | HBrO3 | -     |

Combinațiile oxigenate ale bromului sunt mai greu de preparat decât cele ale clorului și totodată sunt mai nestabile.

### Acidul bromhidric
Formula chimică a acidului bromhidric este {\displaystyle \scriptstyle \mathrm {HBr} }. În condiții normale de temperatură și presiune, acidul bromhidric este un gaz incolor, ce fumegă în apă, cu miros înțepător (atacă violent mucoasele organelor respiratorii), solubil în apă (1 vol. apă dizolvă 600 vol. acid bromhidric la 0°C). Densitatea acidului bromhidric este de 2,529 gcm−3, la 0°C. Soluția lui în apă este puternic acidă. Cu unele metale sau cu oxizi sau hidroxizi de metale dă reacții similare acidului clorhidric. Oxidanți energici, ca {\displaystyle \scriptstyle \mathrm {MnO_{2}} }, {\displaystyle \scriptstyle \mathrm {H_{2}SO_{4}} } concentrat, {\displaystyle \scriptstyle \mathrm {HNO_{3}} }, {\displaystyle \scriptstyle \mathrm {CrO_{3}} } îl oxidează la brom. Având punctul de fierbere la temperatura de 66,8°C, acidul bromhidric se poate lichefia foarte ușor, iar punctul de topire este de -89,9°C. Păstrarea acidului bromhidric se face în sticle de culoare închisă, bine etanșate, la loc rece, deoarece acesta se oxidează mai ușor decât acidul clorhidric punând în libertate atomii de brom. La rece, acidul bromhidric reacționează cu mercurul și argintul, dând ca produși de reacție hidrogen și bromurile respective. Acidul bromhidric este folosit pe scară largă pentru prepararea unor bromuri și coloranți sintetici.
Acidul bromhidric se poate prepara în laborator prin acțiunea acidului sulfuric asupra unei bromuri. Datorită faptului că acidul bromhidric format se oxidează foarte ușor în prezența acidului sulfuric concentrat, pentru obținerea lui în stare pură se preferă metoda prin hidroliza tribromurii de fosfor rezultată ca produs intermediar din fosfor roșu și brom: 
{\displaystyle \mathrm {2P+3Br_{2}\rightarrow 2PBr_{3}} }
{\displaystyle \mathrm {PBr_{3}+3H_{2}O\rightarrow 3HBr+H_{3}PO_{3}} }
Acidul bromhidric mai poate fi obținut printrun proces de sinteză în care se trec vapori de brom și hidrogen, la 200-300° Celsius, printr-un tub, peste o sârmă de platină sau peste cărbune activ:
{\displaystyle \mathrm {H_{2}+Br_{2}\rightarrow 2HBr} }

### Anhidrida hipobromoasă
Anhidrida hipobromoasă (protoxidul de brom) este combinația bromului cu formula chimică Br2O. Se prepară prin acțiunea bromului asupra unei suspensii de HgO în CCl4. Protoxidul de brom este un gaz brun.

### Acidul hipobromos
Acidul hipobromos se prepară prin agitarea unei suspensii de oxid de mercur (HgO) sau oxid de argint (Ag2O) în apa de brom; concentrația acidului hipobromos obținut este de aproximativ 6%. Prepararea acidului hipobromos se face după reacția:
{\displaystyle \mathrm {2HgO+2Br_{2}+H_{2}O\rightarrow O-Hg-Br-Hg-Br+2HBrO} }
O altă metodă de preparare a acidului hipobromos poate rezulta prin dizolvarea chimică a bromului în apă distilată, după reacția de disproporționare:
{\displaystyle \mathrm {Br_{2}+HOH\rightarrow HBrO+HBr} }

#### Proprietățile acidului hipobromos
Acidul hipobromos se găsește sub formă de soluție de culoare galbenă, stabil, până la o concentrație de 6%. Acesta este mai instabil de cât acidul hipocloros și se descompune la 30° Celsius. Este oxidant și bromurant, punând în libertate brom în combinație cu acidul bromhidric. Sărurile acestui acid sunt hipobromiții, care se obțin prin introducerea bromului, la temperatură scăzută, în hidroxizi alcalini. Datorită instabilității, hipobromiții se descompun la o ușoară încălzire în bromați și bromură.

### Bromații

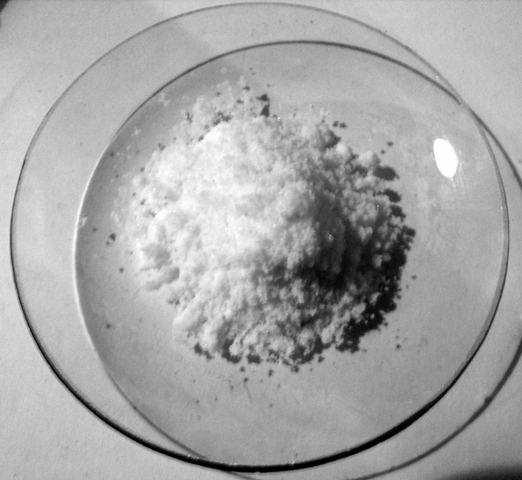
Bromat de sodiu

Bromații se prepară prin acțiunea hidroxizilor alcalini la cald cu brom (analog preparării cloraților) după reacția chimică:
{\displaystyle \mathrm {KBr+6KOH+3Cl_{2}\rightarrow KBrO_{3}+6KCl+3H_{2}O} }
Și de la HBrO3 cu hidroxizii, prin reacții de neutralizare se obțin bromați. 

#### Proprietățile bromaților
Prin încălzire, bromații cedează oxigen. După comportamentul pe care îl la încălzire, bromații se împart în trei categorii:
1. Bromații care, descompuși termic, trec în bromuri și oxigen: bromatul de potasiu, bromatul de argint, bromatul de mercur, etc.
2. Bromații care, descompuși termic, trec în oxidul metalului respectiv, oxigen și brom: bromatul de magneziu, bromatul de zinc, bromatul de aluminiu, etc.
3. Bromații care, descompuși termic, trec în bromură, brom, oxidul metalului și oxigen: bromatul de cupru și bromatul de plumb.

### Alte caracteristici
Compușii anorganici ai bromului sunt formați pe baza unor stări de oxidare, de la -1 la +7.
Bromul este un puternic oxidant, și poate oxida ionul de iodură în iod, reducându-se, în același timp, pe sine:
{\displaystyle \mathrm {Br_{2}+2I^{-}\rightarrow 2Br^{-}+I_{2}} }
Bromul mai este, de asemenea, oxidant în prezența metalelor și metaloizilor, pentru a putea forma bromuri. Bromurile anhidre sunt mai slab reactive, în timp de bromurile hidratate sunt mai reactive.
Bromul uscat poate reacționa viguros cu aluminiul, Titanul și mercurul, la fel ca și metalele alcaline
Bromul dizolvat în soluții alcaline poate da o mixtură de bromură sau hipobromură:
{\displaystyle \mathrm {Br_{2}+2OH^{-}\rightarrow Br^{-}+OBr^{-}+H_{2}O} }

## Compușii organici ai bromului

Prin bromurarea indigoului rezultă o serie de compuși divers colorați, în funcție de pozițiile de substituire cu brom. Cel mai important este 6,6^{'}dibrom indigoul

O mare importanță în istorie a avut-o purpura, sau Purpura Tyriană (Vezi Istoricul Bromului), un compus violaceul de brom (în imagine, melcul din care se extrage-Murex).
O mare parte dintre compușii organici ai bromului (incluzând și organobromine) sunt produși pe cale sintetică. Printre cei mai importanți compuși organici ai bromului se numără organo-bromurile și brom-aromaticele, dar și policlorodibenzoxinele polibromurate și dibenzofuranii. Aceștia sunt utilizați, printre altele, ca solvenți, agenți de refigerare, lichide hidraulice, pesticide, substanțe ignifuge (sunt folosiți polibrominați difenil-eteri) sau la medicamente. Din păcate, ele au impact poluant asupra mediului înconjurător, nefiind utilzate intens în industrie.
Cel mai comun compus de acest fel este ce provine din natură este brom-metanul. O varietate mare de compuși minori organobromici se găsesc în natură, dar nici unul dintre ei nu este biosintetizat, fără să constituie o nevoie în hrana mamiferelor.

### Proprietățile compușilor organo-bromici
Majoritatea compușilor organo-bromici, ca de exemplu, majoritatea organohalidelor , sunt relativ nepolari. Bromul este cu mult mai electronegativ decât carbonul (2,8 față de 2,5). Reactivitatea compușilor seamănă și este intermediară cu reactivitatea compușilor organo-clorici, respectiv organo-iodici. Pentru majoritatea aplicațiilor, compușii organo-bromici reprezintă un compromis, deoarece costă mult. Principalele reacții ale acestor compuși sunt: dehidrobrominarea, reacțiile Grignard, cuplarea reductivă și substituția nucleofilică 

## Aspecte de sănătate și securitate

### Pericol

Bromul este foarte toxic, caustic și dăunător mediului. Bromul lichid este foarte periculos pentru om, mai ales în cazul inhalării vaporilor, dar și în cazul ajungerii pe suprafața pielii. Prin alimente și apa potabilă oamenii pot absorbi doze mari de bromuri anorganice. Aceste bromuri pot afecta sistemul nervos și glanda tiroide. În plus, pe lângă faptul că este toxic pentru om și caustic, bromul este dăunător mediului înconjurător. Ultimele studii făcute de către cercetători au afirmat faptul că bromul se găsește în cantități mici în unele alimente, mai ales într-o anumită specie de pește. Mai ales, un compus al bromului, denumit PBDE, a început să fie folosit cu abundență, mai ales în Statele Unite, care este, de altfel, cel mai mare producător al acestui compus, ce este folosit în echipamentul electronic și în mobilă. Americanii conțin de zece sau până la douăzeci de ori mai mult PBDE în corp decât europenii, iar europenii au de două ori mai mult PBDE în corp decât japonezii. Însă, spun cercetătorii, această cantitate consumată de către oameni nu este destul de mare încât să producă vreo deteriorare acestuia.
Bromurile de sinteză, administrate pe cale internă, sunt sedative anafrodisiace. Bromul se elimină din organism prin intermediul transpirației.
Datorită pericolului foarte mare pe care îl constituie bromul, majoritatea experimentelor din laboratorul de chimie ce reprezintă și folosirea bromului se vor efectua sub nișă.

### Efecte cauzate de ingerare
Bromul conferă un efect halucinogen în cazul ingerării a unor mici particule, sau, pentru unii oameni, poate apărea sub forma unor iritații ale pielii.
Bromul este coroziv pentru țesuturile umane în stare lichidă, iar vaporii săi pot irita ochii și gâtul, afectându-i. Vaporii sunt foarte toxici în cazul inhalării, având un miros neplăcut.
Bromurile organice pot, de asemenea, să deterioreze anumite organe ca ficatul, rinichii, plămânii sau splina și pot cauza defecțiuni gastrointestinale și la stomac, putând să cauzeze, eventual, chiar și cancer.
Ca și iodul, ingerarea bromului mai poate cauza mari defecțiuni asupra glandei tiroide și asupra sistemului nervos.
Folosirea abuzivă și de timp îndelungat a medicamentelor pe bază de săruri de brom poate duce la tulburări datorate faptului că bromul poate înlocui clorul din organism (după Curran), efectele apărând la 4 săptămâni de la utilizare. Termenul psihiatric care desemnează această dependență este bromism.

### Manifestări
La 6 luni de la începutul consumului de medicamente pe bază de săruri de brom apar manifestări de oboseală, apatie și indiferență, dismnezie, hipoprosexie sau insomnie. Alte efecte sunt pielea uscată, rărirea acneei, limba saburală (cu aspect alb-gălbui). La femei se instalează tulburări de ciclu menstrual, iar la bărbați, impotența sexuală. Simptomele neurologice sunt ataxia, tremurăturile fine ale limbii și a degetelor, abolirea reflexului pupilar la lumină etc. În plus, odată cu intensificarea bromismului, bolnavul devine grosolan și indolent.

### Păstrare
Bromul lichid se păstrează la o temperatură scăzută, într-un recipient închis cu dop sau capac. Având în vedere prețul foarte ridicat al acestui element, se recomandă reciclarea acestuia și în niciun caz aruncarea sa. 
În laborator, bromul trebuie ținut departe de acetonă (CH3COCH3), deoarece aceste două substanțe pot reacționa, formând bromacetona, un potențial agent lacrimogen. 
Datorită faptului că bromul reacționează și cu substanțele organice, acesta nu trebuie păstrat într-un recipient cu capac de plută sau cauciuc.
Experimentele care constau în reacții dintre brom și alte substanțe sau elementee trebuie neapărat realizate sub nișă.

## Pericol pentru natură

### Degradarea stratului deozondeasupraAntarcticii
Intensitatea albastrului din imagine reprezintă severitatea degradării stratului de ozon deasupra Antarcticii în septembrie 2010. Atom cu atom, bromul este de 40 până la 100 de ori mai distructiv pentru stratul de ozon decât atomii clorului. Cea mai distrugătoare sursă de brom este metil-bromul, care acționează ca un fumigen. Aproximativ 30% din bromul prezent în atmosferă provine din activitățile omului, iar restul din natură.

### Incidente toxicologice
În luna septembrie 2011, un uriaș nor de gaz toxic a făcut aerul irespirabil în orașul Celiabinsk din Rusia. Incidentul a avut loc în urma unei scurgeri de brom lichid în gara din orașul cu pricina. Norul toxic s-a împrăștiat pe o distanță de 20 de kilometri.

## Utilizări
Bromul se folosește la fabricarea unor coloranți, la prepararea unor medicamente, iar sarea bromură de argint' este folosită (împreună cu iodura de argint) la fabricarea plăcilor, filmelor și hârtiei fotografice (la prepararea materialului fotosensibil). Sub acțiunea luminii, AgBr și AgCl se descompun în argint metalic și halogen liber; această proprietate este folosită în fotografie:
{\displaystyle \mathrm {2AgCl\rightarrow 2Ag+Cl_{2}} }
{\displaystyle \mathrm {2AgBr\rightarrow 2Ag+Br_{2}} }

### Utilizări medicale
Compușii bromului (ca de exemplu, bromura de potasiu) sunt folosiți în medicină în special pentru sedative în secolele XIX și XX. Bromurile în forma simplă de sare sunt încă folosite ca anticonvulsive, fiind anafrodisiace, deși, la început, utilizările lor erau variate și nedeterminate de la țară la țară. De exemplu, U.S. Food and Drug Administration (FDA) (Administrația medicamentelor și a mâncării Statele Unite) nu aprobă bromurile pentru tratamentul oricărei boli, fiind scoase de pe piață sedative ca Bromo-Seltzer (1975).

### Pesticide

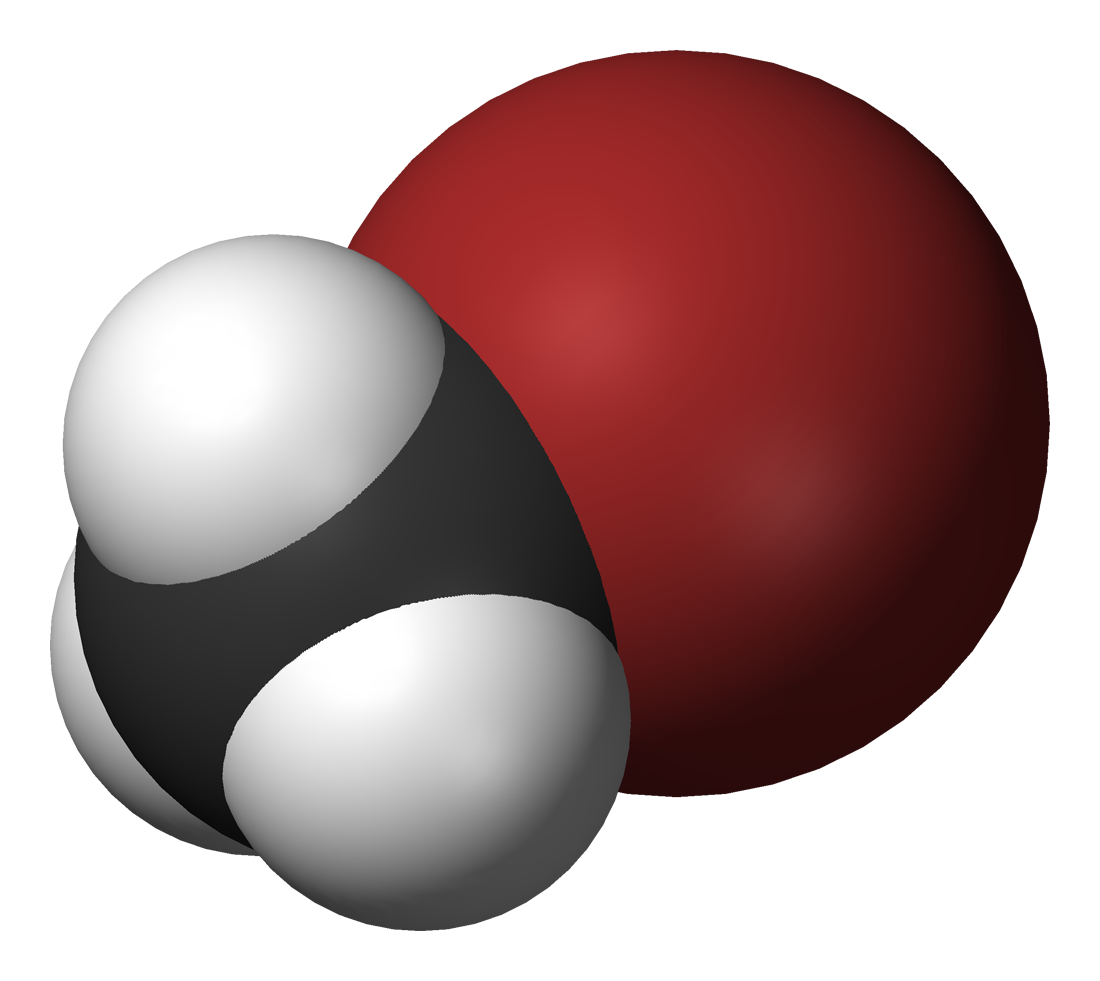
Bromura de metil

Bromurile organice sunt utilizate pe scară largă ca spray-uri pentru a ucide insecte și a altor dăunători nedoriți. În același timp, unele dintre aceste pesticide sunt periculoase și pentru om. Bromura de metil (poțiune otrăvitoare) este utilizată pe scară largă în pesticide pentru afânarea solului. Aceeași utilizare o are și etilena. Acești compuși organici ai bromului sunt în acest moment reglementați de către agentul de stricare a ozonului, ce cauzează stricarea stratului de ozon din preajma Antarcticii. 
The Montreal Protocol on Substances a permis folosirea substanțelor care distrug stratul de ozon până în 2005, iar, după aceea, organo-bromurile pesticide nu au mai fost folosite, fiind înlocuite cu pesticide ca fluorura sulfurată; potrivit protocolului de la Montreal din anul 1991, s-a estimat că 35000 de tone au fost folosite pentru a opri dezvoltarea nematodelor, ciupercilor, buruienilor și alte așa-zise boli ale pământului.

### Piscine
La fel ca și clorul, bromul este un foarte puternic și bun dezinfectant la pH ridicat. Totuși, fiind lipsit de efecte iritante, bromul este mult mai scump decât clorul, dar și purifică apa imediat, distrugând bacteriile, virușii, ciupercile și deșeurile organice aduse de către înotători sau din mediul natural. Bromul este, de asemenea, un algicid (distruge algele). În utilizarea sa pentru a dezinfecta piscinele, bromul poate fi folosit împreună cu clorul.

## Utilizări în chimie (reacții)

### Microanaliză

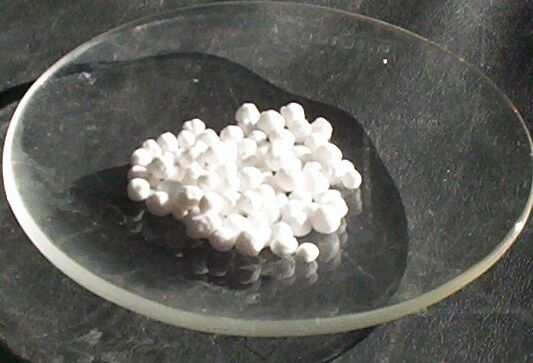
Bromură de potasiu

Bromul formează anionii: Br-, BrO-, BrO-3. Aceștia au culoarea incoloră, astfel, toate sărurile care nu au în moleculă un cation colorat sunt incolore (excepție face bromura de argint AgBr, ce posedă o culoare galben-pală).

#### Reacțiile bromului elementar
Dacă se tratează o soluție de iodură de potasiu cu apă de brom în cantități reduse se separă iodul, care, într-o soluție de sulfură de carbon colorează soluția în violet. În această reacției, trebuie evitat excesul de apă de brom.

#### Reacțiile acidului hipobromos
Acidul hipobromos reacționează cu hidroxizii metalici, ca de exemplu cu hidroxidul feros, hidroxidul manganos, hidroxidul nichelos, etc. Aceste baze se oxidează până la hidroxizii de valență superioară în reacție cu acidul hipobromos, doar în mediu alcalin. De exemplu, pentru hidroxidul feros are loc reacția:
{\displaystyle \mathrm {2Fe(OH)_{2}+HBrO+H_{2}O\rightarrow 2Fe(OH)_{3}+HBr} }

#### Acidul bromhidric și bromurile
Una dintre cele mai cunoscute metode de obținere ale acidului bromhidric este prin acțiunea acidului sulfuric concentrat la cald asupra bromurilor. În urma reacției, în afară de acid bromhidric, se mai obține și un amestec de brom, ce va avea culoarea brună, acid sulfuros, apă și sulfatul metalului a cărui bromură a fost descompusă:
{\displaystyle \mathrm {4KBr+3H_{2}SO_{4}\rightarrow Br_{2}+2HBr+H_{2}SO_{3}+H_{2}O+2K_{2}SO_{4}} }
Fiind instabil, acidul sulfuros ce a fost obținut se descompune în dioxid de sulf și apă.
Sărurile acidului bromhidric (mai exact bromurile alcaline) reacționează cu anumiți reactivi, de exemplu cu azotatul de argint. În urma reacției cu acest azotat se va obține un precipitat de culoare galbenă, cu aspect brânzos, numit bromură de argint. Acest precipitat este insolubil în apă și chiar și în acid azotic, deși este solubil în hidroxid de amoniu și cianură de potasiu:
{\displaystyle \mathrm {KBr+AgNO_{3}\rightarrow KNO_{3}+AgBr} }
Un alt exemplu de reacție al bromurilor este cu apa de clor (un amestec de clor și acid hipocloros), care oxidează anionul de brom la bromul elementar Br2, deci se va putea observa apariția coloritului brun-roșiatic:
{\displaystyle \mathrm {KBr+Cl_{2}\rightarrow 2KCl+Br_{2}} }
{\displaystyle \mathrm {2HBr+HClO\rightarrow Br_{2}+HCl+H_{2}O} }
În cazul în care se adaugă un exces de apă de clor, în locul bromului brun se va obține monoclorura de brom de culoare galbenă deschisă.
Acetatul de plumb poate precipita bromurile la bromură de plumb albă, care este solubilă în acid azotic:
{\displaystyle \mathrm {Pb(CH_{3}COO)_{2}+2KBr\rightarrow PbBr_{2}+2KCH_{3}COO} }
În reacția cu azotatul mercuros, bromurile alcaline formează un precipitat galben de bromură mercuroasă greu solubilă în apă:
{\displaystyle \mathrm {Hg_{2}(NO_{3})_{2}+2KBr\rightarrow Hg_{2}Br_{2}+2KNO_{3}} }
În cele din urmă, dacă se adaugă o soluție de bromură alcalină acidulată cu acid sulfuric unei soluții de permanganatul de potasiu în porțiuni mici se obține brom elementar, sulfat de mangan, sulfatul metalului al cărei bromuri a fost folosite și apă:
{\displaystyle \mathrm {10KBr+2KMnO_{4}+8H_{2}SO_{4}\rightarrow 5Br_{2}+2MnSO_{4}+6K_{2}SO_{4}+8H_{2}O} }
După ce are loc reacția, se poate constata decolorarea soluției de permanganat de potasiu, deoarece acidul permanganic violet este redus de acidul bromhidric la cationul manganos ce este incolor.

#### Reacțiile acidului bromic
Acidul bromic este un acid de tăria acizilor halogenați, stabil în soluție până la 40%. Soluțiile mai concentrate se descompun, în acid perbromos, oxid de brom și apă, după reacția:
{\displaystyle \mathrm {3HBrO_{3}\rightarrow HBrO_{4}+2BrO_{2}+H_{2}O} }
{\displaystyle \mathrm {2BrO_{2}\rightarrow Br_{2}+2O_{2}} }
Bineînțeles, anionul bromic poate fi pus în evidență cu ajutorul puterii lui oxidante în soluții acide.
În urma reacției cu bromaților cu iodura de potasiu, după care se adaugă acid clorhidric concentrat, se poate observa colorarea soluției rămase de la galben până la brun, datorate oxidării acidului iodhidric la iod elementar:
{\displaystyle \mathrm {KBrO_{3}+6KI+6HCl\rightarrow 3I_{2}+7KCl+3H_{2}O} }
Azotatul de argint formează, numai în soluții foarte concentrate de bromat alcalin, bromatul de argint slab gălbui, relativ solubil în apă (1 parte la 170 de părți de apă), solubil în acid azotic și azotatul metalului al cărui bromat a fost folosit:
{\displaystyle \mathrm {KBrO_{3}+AgNO_{3}\rightarrow AgBrO_{3}+KNO_{3}} }
Bromatul de argint reacționează cu amoniacul, în urma reacției obținându-se diamino-argint și trioxid de brom:
{\displaystyle \mathrm {AgBrO_{3}+2NH_{3}\rightarrow [Ag(NH_{3})_{2}]+BrO_{3}} }